# Anaïs Chevalierová-Bouchetová
Anaïs Chevalierová-Bouchetová, za svobodna Anaïs Chevalier (* 12. února 1993 Valence) je bývalá francouzská biatlonistka, držitelka bronzové medaile ze štafety na Zimních olympijských hrách 2018 v Pchjongčchangu.
Dále je stříbrnou medailistkou z ženské štafety na Mistrovství světa v biatlonu 2016 v norském Oslu a smíšené štafety na Mistrovství světa v biatlonu 2017 v rakouském Hochfilzenu, kde navíc získala bronz ve sprintu a štafetě. Je rovněž několikanásobnou medailistkou z juniorských šampionátů.
Ve Světovém poháru zvítězila ve své kariéře v jednom individuálním závodu, když triumfovala ve stíhacím závodu v Novém Městě v ročníku 2016/2017. K němu přidala dvanáct kolektivních výher s francouzskou štafetou.
Kariéru ukončila v březnu 2023 na podniku v Oslu, kde v poslední závodě kariéry obsadila v závodu s hromadným startem třetí místo.
Její sestra Chloé Chevalierová je také biatlonistkou. Ve světovém poháru závodí od roku 2015.

## Výsledky

### Olympijské hry a mistrovství světa
| Sezóna  | D   | Místo         | SP           | SZ           | HZ           | IZ           | ŠT           | SŠT          | SZD          | Věk    |
| ------- | --- | ------------- | ------------ | ------------ | ------------ | ------------ | ------------ | ------------ | ------------ | ------ |
| 2013/14 | ZOH | Soči          | 47.          | 44.          | –            | –            | DNF          | –            | –            | 21 let |
| 2015/16 | MS  | Oslo          | 26.          | 15.          | 30.          | 28.          | 2.           | –            | –            | 23 let |
| 2016/17 | MS  | Hochfilzen    | 3.           | 11.          | 13.          | 38.          | 3.           | 2.           | –            | 24 let |
| 2017/18 | ZOH | Pchjongčchang | 16.          | 24.          | 29.          | 28.          | 3.           | –            | –            | 25 let |
| 2018/19 | MS  | Östersund     | 32.          | DNS          | –            | 49.          | 8.           | 8.           | –            | 26 let |
| 2019/20 | MS  | Anterselva    | nestartovala | nestartovala | nestartovala | nestartovala | nestartovala | nestartovala | nestartovala | 27 let |
| 2020/21 | MS  | Pokljuka      | 2.           | 3.           | 27.          | 27.          | 8.           | 5.           | –            | 28 let |
| 2021/22 | ZOH | Peking        | 68.          | –            | 19.          | 2.           | 6.           | 2.           | ×            | 29 let |
| 2022/23 | MS  | Oberhof       | 24.          | 23.          | 4.           | 12.          | 4.           | 3.           | –            | 30 let |

Poznámka: Výsledky z olympijských her se do hodnocení světového poháru nezapočítávají, výsledky z mistrovství světa se dříve započítávaly, od mistrovství světa v roce 2023 se nezapočítávají.

### Juniorská mistrovství světa
| Sezóna    | D   | Místo                | SP  | SZ  | IZ  | ŠT | Věk    |
| --------- | --- | -------------------- | --- | --- | --- | -- | ------ |
| 2009/2010 | MSJ | Torsby               | DSQ | –   | 32. | 8. | 16 let |
| 2010/2011 | MSJ | Nové Město na Moravě | 2.  | 2.  | 7.  | 3. | 17 let |
| 2011/2012 | MSJ | Kontiolahti          | 2.  | 12. | 42. | 5. | 19 let |
| 2012/2013 | MSJ | Obertillach          | 4.  | 9.  | 31. | 7. | 19 let |

## Vítězství v závodech světového poháru

### Individuální
| Č. | sezóna    | datum             | místo                       | disciplína    |
| -- | --------- | ----------------- | --------------------------- | ------------- |
| 1. | 2016/2017 | 17. prosince 2016 | Nové Město na Moravě, Česko | stíhací závod |

### Kolektivní
| Datum              | místo                         | disciplína           |
| ------------------ | ----------------------------- | -------------------- |
| 30. listopadu 2014 | Östersund, Švédsko            | smíšená štafeta      |
| 24. ledna 2016     | Anterselva, Itálie            | štafeta              |
| 7. ledna 2018      | Oberhof, Německo              | štafeta              |
| 10. března 2018    | Kontiolahti, Finsko           | smíšený závod dvojic |
| 17. března 2018    | Holmenkollen, Norsko          | štafeta              |
| 18. ledna 2019     | Ruhpolding, Německo           | štafeta              |
| 17. února 2019     | Soldier Hollow, Spojené státy | smíšená štafeta      |
| 5. prosince 2021   | Östersund, Švédsko            | štafeta              |
| 14. ledna 2022     | Ruhpolding, Německo           | štafeta              |
| 11. prosince 2022  | Hochfilzen, Rakousko          | štafeta              |
| 8. ledna 2023      | Pokljuka, Slovinsko           | smíšená štafeta      |
| 22. ledna 2023     | Anterselva, Itálie            | štafeta              |